# 238P/Read
238P/Read (P/2005 U1) — комета головного поясу, відкрита 24 жовтня 2005 року астрономом Майклом Т. Рідом за допомогою 36-дюймового телескопа Spacewatch у Національній обсерваторії Кітт-Пік у пустелі Сонора (штат Аризона, США). Її орбіта знаходиться в межах поясу астероїдів і демонструє кому традиційної комети.

## Опис
До відкриття 238P потрапила у перигелій 27 липня 2005 року. Коли її виявили 24 жовтня 2005 року, вона демонструвала інтенсивну кометну активність до 27 грудня 2005 року. Виділення газів, ймовірно, почалося щонайменше за 2 місяці до відкриття. Активність 238P набагато сильніша, ніж 133P/Elst-Pizarro та 176P/LINEAR. Це може означати, що вплив, який, як припускають, викликав активність 238P стався зовсім недавно.
Спостереження за 238P коли вона була неактивною у 2007 році, показують, що вона має невелике ядро лише приблизно 0,6 км в діаметрі. Її альбедо 0,04, середня температура на поверхні 159 К, абсолютна яскравість приблизно 20,1.
Об'єкт досяг перигелію 10 березня 2011, 22 жовтня 2016, і 5 червня 2022 Наступного разу він дійде до перигелію 24 січня 2028 року.
Космічний телескоп Джеймса Вебба спостерігав за кометою під час перигелію 2022 року, і спектрографічно було встановлено, що її кома складається з водяної пари внаслідок сублімації води та не має значної кількості CO2. З цього можна зробити висновок, що водяний лід, присутній на ранніх стадіях формування Сонячної системи, ймовірно зберігся в головному поясі астероїдів.